# 山下さえ
山下 さえ（やました さえ、Sae Yamashita、1987年4月5日 - ）
とは日本の女性ファッションモデル。所属事務所はヒカリマネジメントオフィス→フォーケープロモーション→WILL。ネットショップモデル撮影代行を行うStudio Lotusに登録している。

## 来歴
2004年7月から2006年7月までファッション雑誌『SEVENTEEN』の専属モデルとして活動した。その後は、ショーなどに不定期に出演。現在までにイッセイミヤケ、紫藤尚世、vantanのショーに出演。

## 人物
趣味は読書、テレビドラマ鑑賞、ダンス、水泳。

## 出演

### 雑誌
- Seventeen（集英社、2004年7月 - 2006年7月）専属モデル

### その他
- 山野愛子（2003年）着物・振袖モデル
- イッセイミヤケ（2003年）ショー
- 紫藤尚世（2008年）ショー
- vantan（2009年）ショー